# Боже, благослови США
«Боже, благослови США» (англ. God Bless the U.S.A., також відомий як «Пишаюся, що я американець» (англ. Proud to Be an American)) — американська патріотична пісня, написана та записана американським кантрі-співаком Лі Грінвудом, і вважається його фірмовою піснею. Випущена MCA Nashville 21 травня 1984 року, вона з'явилася в третьому альбомі Грінвуда, You've Got a Good Love Comin'. Дебютувала під номером сім у Billboard Hot Country Songs.
Того літа пісня була включена до фільму про президента Рональда Рейгана (Республіканець, кандидат у президенти), який був показаний на Національному з'їзді Республіканської партії 1984 року. «Боже, благослови США» набула популярності під час президентських виборів у Сполучених Штатах 1988 року, коли Грінвуд виконав пісню на Національному з'їзді Республіканської партії 1988 року та на мітингах для кандидата від Республіканської партії Джорджа Буша. Ця пісня також була представлена в телевізійній рекламі Буша. Пісня знову стала популярною під час Війни в Перській затоці в 1990 і 1991 роках. У результаті нової хвилі популярності Грінвуд перезаписав трек для свого альбому «American Patriot» 1992 року.
Популярність пісні зросла після терактів 11 вересня та під час Вторгнення США та їх союзників до Іраку (2003). Після терактів пісня була перевидана як сингл і досягла 16 місця в чартах Billboard Hot 100 і Hot Country Songs у 2001 році. Перезаписана версія пісні була випущена у 2003 році під назвою «God Bless the U.S.A. 2003». Отримала платинову сертифікацію Асоціації індустрії звукозапису Америки (RIAA), що означає 1 000 000 проданих одиниць — до липня 2015 року.. Пісня отримала подальшу популярність після того, як Дональд Трамп використовував її на передвиборчих мітингах.